# 夏川和也
夏川 和也（なつかわ かずや、1940年（昭和15年）2月4日 - ）は、日本の元海上自衛官。第22代海上幕僚長、第22代統合幕僚会議議長。

## 略歴
山口県出身。防府高校を経て、防衛大学校（第6期）を卒業し海上自衛隊に入隊。航空隊等に勤務後、海上幕僚監部人事教育部長、教育航空集団司令官、佐世保地方総監等の要職を歴任し、第22代海上幕僚長を経て第22代統合幕僚会議議長に就任。

## 年譜
- 1962年（昭和37年）3月：防衛大学校卒業（第6期）、海上自衛隊に入隊（第13期幹候）
- 1981年（昭和56年）7月：1等海佐に昇任
- 1982年（昭和57年）8月2日：第5航空隊司令
- 1984年（昭和59年）2月10日：海上幕僚監部防衛部防衛課運用班長
- 1985年（昭和60年）12月20日：自衛艦隊司令部作戦主任幕僚
- 1987年（昭和62年）
  - 3月16日：海上幕僚監部総務部総務課長
  - 7月7日：海将補に昇任
  - 12月2日：海上幕僚監部防衛部副部長
- 1988年（昭和63年）12月15日：航空集団司令部幕僚長
- 1990年（平成02年）3月16日：第1航空群司令
- 1991年（平成03年）3月16日：海上幕僚監部人事教育部長
- 1992年（平成04年）6月16日：海将に昇任、教育航空集団司令官
- 1994年（平成06年）7月1日：第28代 佐世保地方総監に就任
- 1996年（平成08年）3月25日：第22代 海上幕僚長
- 1997年（平成09年）10月13日：第22代 統合幕僚会議議長
- 1999年（平成11年）3月31日：退官
- 2009年（平成21年）9月28日：公益財団法人水交会理事長に就任
- 2012年（平成24年）
  - 4月29日：瑞宝重光章受章[1]
  - 6月18日：公益財団法人水交会理事長から同会会長（第15代）に就任。
- 2017年（平成29年）4月1日：高光産業株式会社[2]、顧問就任

## 栄典
- レジオン・オブ・メリット・コマンダー - 1997年（平成9年）5月20日[3]
- 瑞宝重光章 - 2012年（平成24年）4月29日